# M-60 (Madrid)

Mapa de las distintos anillos que circunvalan Madrid, y en naranja en discontinuo el proyecto de M-60.

La M-60 es el nombre con el que se denominaría previsiblemente al que sería el sexto anillo de circunvalación de Madrid, siendo por este orden los anteriores la M-30, la M-40 y la M-50. La M-10 y la M-20, aun siendo anillos interiores, no tienen características de autopista y por tanto no se nombran como tales. Existe un anillo parcial entre la M-40 y la M-50, denominado M-45.
A pesar de que en su momento se debatió la necesidad de su construcción, finalmente el Ministerio de Fomento, que sería el encargado de ejecutar dicha obra la ha desestimado de forma provisional por considerar que el Área metropolitana de Madrid ya concentra una alta densidad de vías de alta capacidad y por considerarse que este nuevo anillo, en las circunstancias actuales, no descongestionaría el tráfico de paso que actualmente atraviesa la Comunidad de Madrid como enlace entre todas las carreteras radiales.

## Proyecto de la Comunidad de Madrid
Tras la llegada al poder de Zapatero, el Ministerio de Fomento ha llevado a cabo un plan de autopistas y autovías por el resto del país con el fin de crear nuevos itinerarios que vertebren el país sin necesidad de atravesar la Comunidad de Madrid. De tal manera la M-60 ha sido descartada por el Ejecutivo, aparte de alegarse motivos medioambientales, ya que el impacto ambiental sería grave al tenerse que atravesar la sierra de Hoyo de Manzanares, el Parque Regional de la Cuenca Alta del Manzanares, el Monte del Pardo, el Soto del Henares o el parque regional del Sureste, entre otros muchos enclaves de interés. Todos estos problemas no han logrado ni siquiera ser solventados en su totalidad por la M-50, que permanece inacabada aún a día de hoy.
En su lugar, la Comunidad de Madrid ha ejecutado un plan para construir nuevas autovías y desdoblar carreteras existentes que conformarían una semicircunvalación con un recorrido similar. Las carreteras y autovías sobre las que se ejecuta dicho plan son las siguientes (en sentido de las agujas del reloj):
- M-100: Desdoblamiento de la carretera completa, desde la A-1 hasta el enlace con la A-2 y la autopista M-203 en Torrejón de Ardoz.

- M-203: Tramo entre la A-2 en Torrejón de Ardoz y la nueva M-224.

- M-224: Nueva carretera de enlace entre la M-203 en Torrejón de Ardoz y la M-300 en Torres de la Alameda.

- M-300: Desdoblamiento del tramo entre el enlace con la M-224 en Torres de la Alameda y el enlace con la A-3 y la M-506 en Arganda del Rey.

- M-506: Futuro desdoblamiento entre el enlace con la A-4 en Pinto y el enlace con la A-3 y la M-300 en Arganda del Rey.

- M-410 Prolongación desde el enlace con la A-42 en Parla hasta el enlace con la A-4 y la M-506 en Pinto. Futuro desdoblamiento del tramo entre el enlace con la A-5 en Arroyomolinos y el enlace con la A-42 en Parla.

- También se incluye el desdoblamiento en curso del tramo de la carretera M-600 entre Navalcarnero y Villanueva de la Cañada (donde enlaza con la autovía M-503 Madrid-Villanueva de la Cañada), aunque este tramo no sería continuo al resto del trazado, cuya continuidad se llevaría a cabo con el desdoblamiento de la M-404 entre la A-5 en Navalcarnero y la A-4 en Ciempozuelos, pero que debido a la dificultad del terreno y la protección ambiental de la zona entre Navalcarnero y Serranillos del Valle es discutible su viabilidad.